# Marina (namn)

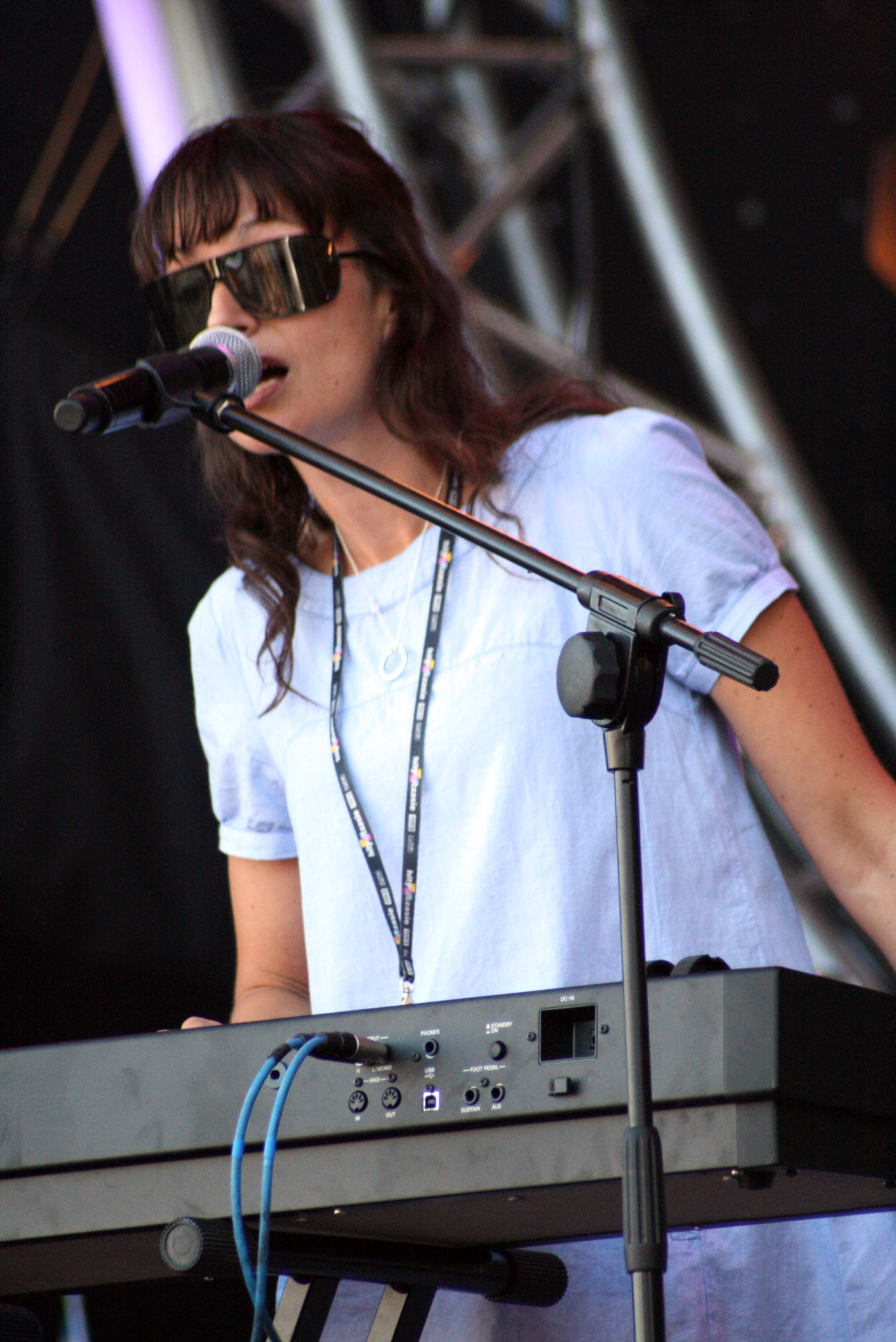
Marina Schiptjenko, 2007.

Förnamnet Marina är den feminina formen av det latinska mansnamnet Marinus som är bildat av ordet mare, 'hav'. Betydelsen är alltså ungefär 'kvinna från havet'. Namnet spreds i Europa under senmedeltiden tack vare ett helgon och har funnits i Sverige sedan 1304. Sin senaste popularitetstopp hade Marina under 1960- och 1970-talen. En dansk form som uppstod under senmedeltiden är Maren.
Den 31 december 2008 fanns totalt 9 629 personer i Sverige med namnet Marina, varav 6 039 med det som tilltalsnamn. År 2002 fick 64 flickor namnet, varav 19 fick det som tilltalsnamn.
Namnsdag i Sverige: 20 november, (1986–1992: 30 april, 1993–2000: 22 februari). I den finlandssvenska namnsdagslängden har Marina namnsdag 9 oktober sedan 1950.

## Personer med namnet Marina
- Marina Valdemarsdotter av Sverige, svensk prinsessa
- Marina Abramović, serbisk konstnär
- Marina Andrievskaia, svensk badmintonspelare
- Marina Goglidze-Mdivani, georgisk pianist
- Marina Grabovari, albansk sångerska
- Marina Mniszech, rysk tsaritsa
- Marina Radu, kanadensisk vattenpolospelare
- Marina Schiptjenko, svensk musiker
- Marina Severa, romersk kejsarinna
- Marina Sirtis, brittisk skådespelerska
- Marina Trolltoppa, gestalt i Finnskogens legender
- Marina Tsvetajeva, rysk författare
- Marina Vlady, fransk skådespelerska
- Marina Lambrini Diamandis, brittisk sångerska (känd under namnet Marina and the Diamonds)